# Laboratoire Musique et Informatique de Marseille
Le Laboratoire Musique et Informatique de Marseille (MIM) est un groupe pluridisciplinaire (compositeurs, plasticiens, vidéastes, scientifiques). Il a été fondé en 1984 par Marcel Frémiot qui voulait doter alors la ville de Marseille d'un outil de réflexion sur les musiques et les pratiques musicales contemporaines.
En 1991, un nouveau programme de recherche est mis au point, avec pour directeur de recherche François Delalande (Groupe de recherches musicales - INA/GRM) sur la problématique du temps, programme né de la préoccupation des compositeurs face aux difficultés d'approche et de réception des musiques contemporaines. 
Ce travail va donner naissance à un nouvel outil d'analyse musicale que les compositeurs-chercheurs du MIM vont appeler les Unités Sémiotiques Temporelles (UST). C'est en cette année 1991 que Michel Philippot devient président du MIM. 
Par la suite, le MIM va développer autour du concept d'UST de nombreuses collaborations avec des structures de recherche musicale ou non. Par exemple, avec l'Electronic Music Foundation (New York), la Revue LEONARDO, le Laboratoire de Neurocybernétique Cellulaire (CNRS), l'Institut de Neurosciences Cognitives de la Méditerranée, le Laboratoire Cognitions Humaine et ARTificielle (CHART - Paris 8), l'Association Mots-voir, le laboratoire Paragraphe. 